# 2010-es fedett pályás atlétikai világbajnokság
A 2010-es fedett pályás atlétikai világbajnokságot március 12. és március 14. között rendezték Katar fővárosában, Dohában. A férfiaknál és a nőknél is 13 versenyszámot rendeztek. Az eseményt az ASPIRE Dome-ban bonyolították le. A torna legeredményesebb sportolója az Amerikai Egyesült Államok színeiben induló Debbie Dunn volt, aki aranyérmet szerzett a 400 méteres síkfutásban, valamint a 4 × 400-as női váltóval.

## Éremtáblázat
| Helyezés | Nemzet                  | Arany | Ezüst | Bronz | Összesen |
| 1.       | Egyesült Államok        | 8     | 4     | 5     | 17       |
| 2.       | Etiópia                 | 3     | 0     | 2     | 5        |
| 3.       | Oroszország             | 2     | 4     | 3     | 9        |
| 4.       | Nagy-Britannia          | 2     | 1     | 1     | 4        |
| 5.       | Ausztrália              | 2     | 0     | 1     | 3        |
| 6.       | Kuba                    | 1     | 3     | 1     | 5        |
| 7.       | Fehéroroszország        | 1     | 1     | 1     | 3        |
| 8.       | Brazília                | 1     | 0     | 1     | 2        |
| 9.       | Bahama-szigetek         | 1     | 0     | 0     | 1        |
| 9.       | Horvátország            | 1     | 0     | 0     | 1        |
| 9.       | Kazahsztán              | 1     | 0     | 0     | 1        |
| 9.       | Franciaország           | 1     | 0     | 0     | 1        |
| 9.       | Jamaica                 | 1     | 0     | 0     | 1        |
| 9.       | Szudán                  | 1     | 0     | 0     | 1        |
| 15.      | Spanyolország           | 0     | 3     | 0     | 3        |
| 16.      | Kenya                   | 0     | 2     | 2     | 4        |
| 17.      | Németország             | 0     | 1     | 2     | 3        |
| 18.      | Kanada                  | 0     | 1     | 1     | 2        |
| 19.      | Belgium                 | 0     | 1     | 0     | 1        |
| 19.      | Marokkó                 | 0     | 1     | 0     | 1        |
| 19.      | Új-Zéland               | 0     | 1     | 0     | 1        |
| 19.      | Portugália              | 0     | 1     | 0     | 1        |
| 19.      | Dél-afrikai Köztársaság | 0     | 1     | 0     | 1        |
| 19.      | Ukrajna                 | 0     | 1     | 0     | 1        |
| 25.      | Lengyelország           | 0     | 0     | 2     | 2        |
| 26.      | Antigua és Barbuda      | 0     | 0     | 1     | 1        |
| 26.      | Bulgária                | 0     | 0     | 1     | 1        |
| 26.      | Csehország              | 0     | 0     | 1     | 1        |
| 26.      | Gabon                   | 0     | 0     | 1     | 1        |
| Összesen | Összesen                | 26    | 26    | 26    | 78       |

## Érmesek
- WR – világrekord
- CR – világbajnoki rekord
- AR – kontinens rekord
- NR – országos rekord
- PB – egyéni rekord
- WL – az adott évben aktuálisan a világ legjobb eredménye
- SB – az adott évben aktuálisan az egyéni legjobb eredmény

### Férfi
| Versenyszám                              | Arany                                                                             | Arany      | Ezüst                                                                             | Ezüst      | Bronz                                                                                                  | Bronz      |
| ---------------------------------------- | --------------------------------------------------------------------------------- | ---------- | --------------------------------------------------------------------------------- | ---------- | --- | ---------- |
| 60 m Döntő: március 13. 18:50            | Dwain Chambers · Nagy-Britannia                                                   | 6,48 WL    | Mike Rodgers · Egyesült Államok                                                   | 6,53       | Daniel Bailey · Antigua és Barbuda                                                                     | 6,57       |
| 400 m Döntő: március 13. 18:05           | Chris Brown · Bahama-szigetek                                                     | 45,96 SB   | William Collazo · Kuba                                                            | 46,31 PB   | Jamaal Torrance · Egyesült Államok                                                                     | 46,43      |
| 800 m Döntő: március 14. 17:30           | Abubaker Kaki · Szudán                                                            | 1:46,23 SB | Boaz Kiplagat Lalang · Kenya                                                      | 1:46,39    | Adam Kszczot · Lengyelország                                                                           | 1:46,69    |
| 1500 m Döntő: március 19.                | Deresse Mekonnen · Etiópia                                                        | 3:41,86    | Abdalaati Iguider · Marokkó                                                       | 3:41,96    | Haron Keitany · Kenya                                                                                  | 3:42,32    |
| 3000 m Döntő: március 13. 17:45          | Bernard Lagat · Egyesült Államok                                                  | 7:37,97 SB | Sergio Sanchez · Spanyolország                                                    | 7:39,55    | Sammy Alex Mutahi · Kenya                                                                              | 7:39,90    |
| 60 m gát Döntő: március 14. 18:25        | Dayron Robles · Kuba                                                              | 7,34 CR    | Terrence Trammell · Egyesült Államok                                              | 7,36 NR    | David Oliver · Egyesült Államok                                                                        | 7,44 PB    |
| 4 × 400 m váltó Döntő: március 14. 18:50 | Egyesült Államok · Jamaal Torrance · Greg Nixon · Tavaris Tate · Bershawn Jackson | 3:03,40 WL | Belgium · Cédric Van Branteghem · Kévin Borlée · Antoine Gillet · Jonathan Borlée | 3:06,94 NR | Egyesült Királyság Nagy-Britannia · Conrad Williams · Nigel Levine · Christopher Clarke · Richard Buck | 3:07,52 SB |
| Magasugrás Döntő: március 14. 17:00      | Ivan Uhov · Oroszország                                                           | 236 cm     | Jaroszlav Ribakov · Oroszország                                                   | 231 cm     | Dusty Jonas · Egyesült Államok                                                                         | 231 cm     |
| Rúdugrás Döntő: március 13. 16:15        | Steven Hooker · Ausztrália                                                        | 601 cm CR  | Malte Mohr · Németország                                                          | 570 cm     | Alexander Straub · Németország                                                                         | 565 cm     |
| Távolugrás Döntő: március 13. 17:45      | Fabrice Lapierre · Ausztrália                                                     | 817 cm     | Godfrey Khotso Mokoena · Dél-afrikai Köztársaság                                  | 808 cm SB  | Mitchell Watt · Ausztrália                                                                             | 805 cm     |
| Hármasugrás Döntő: március 14. 17:40     | Teddy Tamgho · Franciaország                                                      | 17,90 m WR | Yoandris Betanzos · Kuba                                                          | 17,69 m PB | Arnie David Girat · Kuba                                                                               | 17,36 m SB |
| Súlylökés Döntő: március 13. 16:20       | Christian Cantwell · Egyesült Államok                                             | 21,83 m    | Ralf Bartels · Németország                                                        | 21,44 m PB | Dylan Armstrong · Kanada                                                                               | 21,39 m    |
| Hétpróba Versenyek: március 12.-13.      | Bryan Clay · Egyesült Államok                                                     | 6204 pont  | Trey Hardee · Egyesült Államok                                                    | 6184 pont  | Alekszej Drozdov · Oroszország                                                                         | 6141 pont  |

### Női
| Versenyszám                              | Arany                                                                              | Arany        | Ezüst                                                                                       | Ezüst      | Bronz                                                                                      | Bronz      |
| ---------------------------------------- | ---------------------------------------------------------------------------------- | ------------ | ------------------------------------------------------------------------------------------- | ---------- | ------------------------------------------------------------------------------------------ | ---------- |
| 60 m Döntő: március 14. 18:10            | Veronica Campbell-Brown · Jamaica                                                  | 7,00 PM      | LaVerne Jones-Ferrette · Amerikai Virgin-szigetek                                           | 7,03       | Carmelita Jeter · Egyesült Államok                                                         | 7,05       |
| 400 m Döntő: március 13. 17:30           | Debbie Dunn · Egyesült Államok                                                     | 51,04        | Tatyjana Firova · Oroszország                                                               | 51,13 PB   | Vanya Sztambolova · Bulgária                                                               | 51,50 SB   |
| 800 m Döntő: március 14. 17:15           | Marija Szavinova · Oroszország                                                     | 1:58,26 WL   | Jennifer Meadows · Nagy-Britannia                                                           | 1:58,43 NR | Alysia Johnson · Egyesült Államok                                                          | 1:59,60 PB |
| 1500 m Döntő: március 14. 16:45          | Kalkidan Gezahegne · Etiópia                                                       | 4:08,14      | Natalia Rodriguez · Spanyolország                                                           | 4:08,30    | Gelete Burka · Etiópia                                                                     | 4:08,39    |
| 3000 m Döntő: március 13. 16:55          | Meseret Defar · Etiópia                                                            | 8:51,17      | Vivian Cheruiyot · Kenya                                                                    | 8:51,85    | Sammy Alex Mutahi · Etiópia                                                                | 8:52,08    |
| 60 m gát Döntő: március 13. 18:25        | Lolo Jones · Egyesült Államok                                                      | 7,72 CR      | Perdita Felicien · Kanada                                                                   | 7,86 SB    | Priscilla Lopes-Schliep · Kanada                                                           | 7,87       |
| 4 × 400 m váltó Döntő: március 14. 17:45 | Egyesült Államok · Debbie Dunn · DeeDee Trotter · Natasha Hastings · Allyson Felix | 3:27,34 WL   | Oroszország · Szvetlana Poszpelova · Natalja Nazarova · Kszenyija Vdovina · Tatyjana Firova | 3:27,44 SB | Jamaica · Bobby-Gaye Wilkins · Clora Williams · Davita Prendagast · Novlene Williams-Mills | 3:28,49 NR |
| Magasugrás Döntő: március 13. 17:05      | Blanka Vlašić · Horvátország                                                       | 200 cm       | Ruth Beitia · Spanyolország                                                                 | 198 cm     | Chaunté Howard-Lowe · Egyesült Államok                                                     | 198 cm SB  |
| Rúdugrás Döntő: március 14. 16:20        | Fabiana Murer · Brazília                                                           | 480 cm       | Szvetlana Feofanova · Oroszország                                                           | 480 cm SB  | Anna Rogowska · Lengyelország                                                              | 470 cm     |
| Távolugrás Döntő: március 14. 16:00      | Brittney Reese · Egyesült Államok                                                  | 670 cm       | Naide Gomes · Portugália                                                                    | 667 cm     | Keila Costa · Brazília                                                                     | 663 cm SB  |
| Hármasugrás Döntő: március 13. 16:00     | Olga Ripakova · Kazahsztán                                                         | 15,14 m WL   | Yargelis Savigne · Kuba                                                                     | 14,86 m SB | Anna Pjatih · Oroszország                                                                  | 14,64 m SB |
| Súlylökés Döntő: március 14. 16:35       | Nadzeja Asztapcsuk · Fehéroroszország                                              | 20,85 m CR   | Valerie Vili · Új-Zéland                                                                    | 20,49 m AR | Natallja Mihnyevics · Fehéroroszország                                                     | 20,42 m SB |
| Ötpróba Versenyek: március 13.           | Jessica Ennis · Nagy-Britannia                                                     | 4937 pont CR | Natalija Dobrinszka · Ukrajna                                                               | 4851 pont  | Tatyjana Csernova · Oroszország                                                            | 4762 pont  |

## A magyar sportolók eredményei
Magyarország a világbajnokságon három sportolóval képviseltette magát. Közülük Kiss Dániel gátfutó jutott a döntőbe, ahol nyolcadik lett.